# O Patinho Feio (desenho animado)
O Patinho Feio  (El Patito Feo) é um desenho animado de 1997 que foi exibido no Brasil pelo Canal Futura e em Portugal pela RTP1, RTP2 e RTP Madeira. A produção é da espanhola Neptuno Films, os mesmos criadores de Connie, a Vaquinha. Criado e dirigido por Josep Viciana como uma adaptação do clássico de Hans Christian Andersen, a série teve 2 temporadas e 104 episódios.
O desenho conta a história de Feio, um pato que tem esse nome porque quando nasceu era muito feio ao contrário de seus irmãos. A história é narrada por Mitriane, um alce bandoleiro que adora crianças.

## Personagens

### Principais
- Feio: Um patinho de bom coração que frequentemente é maltratado por sua aparência. Mora junto de seus pais e seus irmãos malvados numa fazenda situada num bosque cheio de animais. É bastante aventureiro e está sempre acompanhado pelo seu amigo Nico em suas aventuras pelo bosque. É o aluno mais esperto da classe e é frequentemente alvo das maldades de Apolo que se acha muito melhor que ele em tudo. É apaixonado pela Paty, mas nunca tem coragem de se declarar a ela. No final da série ele descobre sua família e passa por mudanças se tornando um cisne branco.
- Nico: Um jovem porco melhor amigo de Feio. É obeso e guloso e é filho de um ferreiro na fazenda. Sempre segue Feio em suas aventuras embora se demonstre bastante medroso as vezes.
- Horrendo: O principal vilão do desenho. Ele é uma doninha (embora se assemelhe mais com um lobo) maquiavélico e meio azarado que está sempre bolando planos para comer os animais da fazenda em que o Feio mora junto de seu ajudante Colado. Seu maior medo são os lobos. Ele usa uma cartola roxa, uma gravata e possui o focinho curvado pra baixo.
- Colado: O ajudante atrapalhado de Horrendo. Um doninha bastante atrapalhado e pouco esperto que está sempre ajudando seu "chefe" em seus planos, embora que muitas vezes acabe estragando tudo. Assim como Horrendo ele tem medo dos lobos. Ele usa um boné amarelo e veste uma calça azul.

### Secundários
- Mitriane: Um alce bandoleiro narrador das aventuras de Feio. Ele sempre aparece contando suas histórias para um grupo de crianças filhotes do bosque e algumas vezes chega inclusive a contracenar com o próprio Feio nas histórias. Quase sempre ele deixa as aventuras em partes para os próximos capítulos.
- Apolo: Um jovem pato valentão e o maior inimigo de Feio na escola. Ele detesta Feio e está sempre fazendo de tudo para maltratá-lo e despresa-lo. Assim como ele é também apaixonado pela Paty chegando a ter mentido de tê-la salvado dos caçadores. Embora se demonstre o maioral Apolo no fundo é fraco e medroso. Está sempre acompanhado de Plofy.
- Plofy: O parceiro de Apolo. Um flamingo pouco esperto que está sempre acompanhado Apolo em seus planos contra Feio e está sempre fazendo coisas erradas.
- Paty: A namorada de Feio. Um jovem e bela pata que trabalha como atriz na televisão e ocasionalmente visita a fazenda. Feio a conheceu após salvá-la de ser pega pelos caçadores e cuidá-la até que melhora-se. Como estava cega ela nunca viu o rosto de Feio, nisso Apolo aproveitando a chance mentiu para ela dizendo te-la salvado, mas no final ela acabou descobrindo a verdade. No final da série ela se casa com Feio.
- Mariano: Um galo preguiçoso responsável por cacarejar no amanhecer. Sempre dorme acima da hora precisando que sua própria esposa o acorde geralmente gritando com ele ou pondo o despertador em cima dele. Tem um filho chamado Pio que diferente dele sempre acorda cedo.
- Chisto e Calisto: São os cães de guarda da fazenda responsáveis por mantê-la segura dos predadores, principalmente Horrendo e Colado. Ambos são grandes amigos, porém estão sempre brigando um com o outro sem motivo. Chisto é gradalhão, barrigudo e veste um colete enquanto que Calisto é baixinho e é azul.
- Fittipaldi: Uma tartaruga do bosque amigo de Feio e Nico. Amigável, mas por vezes ranzinza e mal-humorado quando é perturbado por alguém, principalmente Horrendo e Colado. Ele possui um casco equipado com motores que o ajudam a correr veloz, e ainda um canhão embutido que ele normalmente usa para se vingar de Horrendo.

## Dubladores
- Feio - Alexandre Moreno
- Nico - Márcio Chaves
- Horrendo - Carlos Seidl
- Colado - Sérgio Stern
- Mitriane - Paulo Flores
- Apolo - Felipe Grinnan
- Plofty - Samir Murad
- Paty - Mariana Torres
- Mariano - Luiz Carlos Persy
- Chisto - Ronaldo Júlio
- Calisto - Carlos Marques
- Fittipaldi - Paulo Bernardo
- Locutor/Papai Noel - Marco Ribeiro
- Vozes adicionais: Alfredo Martins, Clécio Souto, Duda Espinoza, Geisa Vidal, Hamilton Ricardo, Mabel Cezar, Marcelo Garcia, Marcelo Sandryni, Marcelo Torreão, Mariângela Cantú e Miriam Ficher
- Estúdio: Audio News

1. ↑  El patito feo (Serie de TV) (1997) (em espanhol), consultado em 19 de abril de 2021